# CONCACAF Champions' Cup 1964
La CONCACAF Champions' Cup 1964 è stata l'edizione della massima competizione calcistica per club centronordamericana, la CONCACAF Champions' Cup. Poiché la competizione è stata completamente annullata, il campione è stato lasciato vacante.

## Nord America

### Primo turno
| Squadra 1 | Totale | Squadra 2           | Andata | Ritorno |
| --------- | ------ | ------------------- | ------ | ------- |
| América   | ---    | Ukrainian Nationals |        |         |

Entrambe le squadre hanno lasciato il torneo per ragioni sconosciute.

### Secondo turno
| Squadra 1   | Totale | Squadra 2                 | Andata | Ritorno |
| ----------- | ------ | ------------------------- | ------ | ------- |
| Guadalajara | ---    | Vincitore del primo turno |        |         |

Guadalajara non aveva avversari così ha lasciato il torneo.

## America centrale

### Primo turno
| Data              | Città               |           | Ris.  |           |
| ----------------- | ------------------- | --------- | ----- | --------- |
| 20 settembre 1964 | San Salvador        | Águila    | 1 - 2 | Municipal |
| 27 settembre 1964 | Città del Guatemala | Municipal | 1 - 2 | Águila    |
| 11 ottobre 1964   | Città del Guatemala | Municipal | 2 - 1 | Águila    |

| Data              | Città       |         | Ris.  |         |
| ----------------- | ----------- | ------- | ----- | ------- |
| 26 settembre 1964 | Tegucigalpa | Olimpia | 0 - 2 | Uruguay |
| 27 settembre 1964 | Tegucigalpa | Uruguay | 2 - 1 | Olimpia |

### Secondo turno
| Data            | Città       |           | Ris.  |         |
| --------------- | ----------- | --------- | ----- | ------- |
| 1 novembre 1964 | Mazatenango | Municipal | 1 - 3 | Uruguay |

## Caraibi

### Primo turno
| Data              | Città         |            | Ris.  |            |
| ----------------- | ------------- | ---------- | ----- | ---------- |
| 24 settembre 1964 | Port of Spain | Maple      | 4 - 1 | Leo Victor |
| 1 ottobre 1964    | Paramaribo    | Leo Victor | 4 - 0 | Maple      |

| Data            | Città          |            | Ris.  |            |
| --------------- | -------------- | ---------- | ----- | ---------- |
| 8 ottobre 1964  | Port-au-Prince | Aigle Noir | 4 - 1 | Veendam    |
| 10 ottobre 1964 | Port-au-Prince | Veendam    | 2 - 2 | Aigle Noir |

### Secondo turno
| Data             |            | Ris.  |            |
| ---------------- | ---------- | ----- | ---------- |
| 1 dicembre 1964  | Leo Victor | 2 - 1 | Aigle Noir |
| 15 dicembre 1964 | Aigle Noir | 1 - 1 | Leo Victor |

## Finale
| Squadra 1  | Totale | Squadra 2 | Andata | Ritorno |
| ---------- | ------ | --------- | ------ | ------- |
| Leo Victor | ---    | Uruguay   |        |         |

Entrambe le squadre hanno lasciato il torneo per ragioni sconosciute.